# Piramidă (geometrie)

O piramidă patrulateră regulată, la care se observă baza (în cazul din imagine un pătrat) și vârful.

În geometrie, o piramidă (din greacă πυραμίς, pyramís) este un poliedru format prin conectarea unei suprafețe poligonale (numită bază) cu un punct (numit vârf sau apex) prin intermediul unor linii.

## Piramide cu bazele poligoane regulate
Pot fi mai multe tipuri de piramide după natura bazei:
- triunghiulară, cu baza triunghi
- patrulateră, cu baza patrulater
- pentagonală, cu baza pentagon
- hexagonală, cu baza hexagon

### Apoteme ale piramidei regulate
Piramida prezintă mai multe tipuri de apoteme: cea a poligonului care formează baza și cele care sunt înălțimile triunghiurilor care formează fețele laterale ale piramidei. În cazul piramidei regulate drepte toate fețele sunt triunghiuri isoscele congruente, deci toate apotemele fețelor laterale sunt egale.
În cazul unei piramide regulate drepte, apotema piramidei este ipotenuză în triunghiul dreptunghic format de înălțimea piramidei, apotema bazei și apotema piramidei. Așadar, folosind teorema lui Pitagora în acest triunghi dreptunghic se poate afla lungimea apotemei piramidei ca rădăcină pătrată din suma pătratelor lungimilor catetelor acestui triunghi dreptunghic al apotemei bazei și a înălțimii piramidei.

## Mărimi asociate: arii și volum

### Ariile unei piramide regulate drepte
Aria laterală este
{\displaystyle A_{lat}={\frac {P_{b}\cdot a_{p}}{2}}}
unde Pb este perimetrul bazei, iar ap este apotema piramidei.
Aria totală este
{\displaystyle A_{tot}=A_{b}+A_{lat}={\frac {P_{b}\cdot (a_{b}+a_{p})}{2}}}
unde ab este apotema bazei.

### Volum
Volumul este
{\displaystyle V={\frac {A_{b}\cdot h}{3}}}
unde h este înălțimea piramidei.
Volumul piramidei este o treime din volumul prismei cu aceeași arie a bazei și aceeași înălțime cu a piramidei. Demonstrarea acestui enunț necesită folosirea principiului lui Bonaventura Cavalieri. Relația este valabilă pentru orice piramidă, regulată sau nu și dreaptă sau nu.
| Piramide regulate | Piramide regulate | Piramide regulate | Piramide regulate | Piramide regulate | Piramide regulate | Piramide regulate | Piramide regulate | Piramide regulate |
| Digonală          | Triunghiulară     | Pătrată           | Pentagonală       | Hexagonală        | Heptagonală       | Octogonală        | Eneagonală        | Decagonală...     |
| Improprie         | Regulată          | Echilaterale      | Echilaterale      | Isoscele          | Isoscele          | Isoscele          | Isoscele          | Isoscele          |
| ----------------- | ----------------- | ----------------- | ----------------- | ----------------- | ----------------- | ----------------- | ----------------- | ----------------- |
|                   |                   |                   |                   |                   |                   |                   |                   |                   |
|                   |                   |                   |                   |                   |                   |                   |                   |                   |

O piramidă care are toate fețele formate din triunghiuri echilaterale se numește tetraedru regulat.